# Barbarian
Barbarian är en amerikansk skräckfilm/thrillerfilm från 2022 i regi av Zach Cregger, som även har skrivit manuset till denna film. Filmen, som bland annat är producerad av Arnon Milchan och Roy Lee, hade biopremiär i USA den 9 september 2022. Huvudrollerna i filmen spelas av Georgina Campbell, Bill Skarsgård och Justin Long.
I Sverige har man tidigare kunnat streama filmen gratis på Disney+, men sedan en tid tillbaka finns den inte tillgänglig att se på denna tjänst. Man kan dock se den som köp- och hyrfilm, bland annat på Viaplay och SF Anytime.

## Handling
Filmen handlar inledningsvis om en ung kvinna vid namn Tess Marshall, som har åkt hela vägen till Detroit för att gå på en jobbintervju. När hon (kvällen innan sin stora jobbintervju) kommer fram till sitt hyreshus som hon har bokat inför denna resa, får hon reda på att det även har bokats av en helt annan person – en man vid namn Keith Toshko. Trots detta missförstånd kring denna dubbelbokning, bestämmer sig Tess för att ändå spendera natten i det bokade huset. Men snart visar det sig, att det även finns något helt annat i huset, något som är mycket värre än att behöva dela boende med en helt främmande man...

## Rollista (i urval)
- Georgina Campbell – Tess Marshall
- Bill Skarsgård – Keith Toshko
- Justin Long – AJ
- Richard Brake – Frank
- Kurt Braunohler – Doug
- Jaymes Butler – Andre
- Sophie Sörensen – Bonnie
- J.R. Esposito – Jeff
- Kate Bosworth – Melissa
- Brooke Dillman – AJs mamma
- Sara Paxton – diverse roller
- Zach Cregger – Everett